# Cataract
I Cataract sono una band metalcore proveniente dalla Svizzera. Sono attualmente legati all'etichetta Metal Blade Records

## Storia del gruppo
I Caract sono stati fondati nel 1998 dai chitarristi Simon Füllemann e Greg Mäder e dal batterista Ricky Dürst. Il loro primo demo fu registrato in sei ore e mixato in altre quattro nella camera del cantante Christian 'Mosh' Ebert. La demo vendette oltre 2000 copie.
I Cataract registrarono il loro primo album Golem col produttore Alessandro Azzali nel mese di aprile del 2000. L'etichetta Ferret Music lo ascoltò e lo pubblicò presso la comunità metal nel dicembre dello stesso anno.
All'inizio del 2001 la formazione originale venne cambiata. Fedi rimpiazzò il precedente cantante Mosh, permettendo alla band di provare più spesso e regolarmente. Poco dopo incisero cinque canzoni per l'EP Martyr's Melodies, che venne pubblicato come 7'' e MCD. I Cataract suonarono al Hellfest, e fecero numerosi concerti nel loro primo tours statunitense con i Poison The Well, i Bane, gli Unearth, i NORA, gli 18 Visions e i Most Precious Blood.
Gran parte del 2002 fu dedicata al secondo studio album, Great Days Of Vengeance, che fu pubblicatdall'etichetta Lifeforce Records nel marzo 2003 e aveva un sound più orientato verso il metal piuttosto che verso l'hardcore.
Il gruppo riuscì finalmente a catturare l'attenzione della Metal Blade Records e fu messo sotto contratto nel 2004. A marzo i Cataract entrarono negli Antfarm Studios e lavorarono sulla loro prossima opera col produttore Tue Madsen. With Triumph Comes Loss fu accolta calorosamente, grazie soprattutto a un suono più aggressivo. Il periodo successivo fu segnato da una moltitudine di festival e viaggi per promuovere l'album.
Nel Maggio 2006 i Cataract pubblicarono Kingdom, il quarto studio album. Nel gennaio 2007 il membro fondatore Simon Füllemann lasciò la band e fu rimpiazzato dal chitarrista Tom Kuzmic (membro originale della band svizzera death metal Disparaged). Anche Kay Brem fu sostituito da Nico Schläpfer.
Con la nuova formazione, la band ha registrato il nuovo album omonimo, che è stato pubblicato nel marzo del 2008 e "Killing The Eternal" nel 2010.
Nel 2011 la band si vide costretta prendere una pausa per la volontà del cantante Fedi di compiere un lungo viaggio intorno al mondo.
Il 23 marzo 2013, dopo il ritorno di Fedi, la band annunciò lo scioglimento con una pagina sul loro sito ufficiale, adducendo le priorità reclamate dalle loro vite e la stanchezza dopo 15 anni.

## Formazione
- Federico 'Fedi' Carminitana - voce (2001 - presente)
- Greg Mäder  - chitarra (1998 - presente)
- Ricky Dürst - batteria (1998 - presente)
- Nico Schläpfer - basso (2007 - presente)
- Tom Kuzmic  - chitarra (2007 - presente)

### Membri Precedenti
- Christian 'Mosh' Ebert   - cantante (1998 - 2001)
- Simon Füllemann   - chitarre (1998 - 2007)
- Michael Henggeler - basso (1998 - 2006)
- Kay Brem              - basso (2006 - 2007)

## Discografia

### Demo
- Cataract – 1998/99

### Singoli & EP
- War Anthems (3 canzoni) - 1999
- Martyr's Melodies EP – 2001/2002

### Album
- Golem – 2000
- Great Days of Vengeance – 2003
- With Triumph Comes Loss – 2004
- Kingdom – 2006
- Cataract – 2008
- Killing The Eternal - 2010